# Maison de Zähringen
 (août 2024).

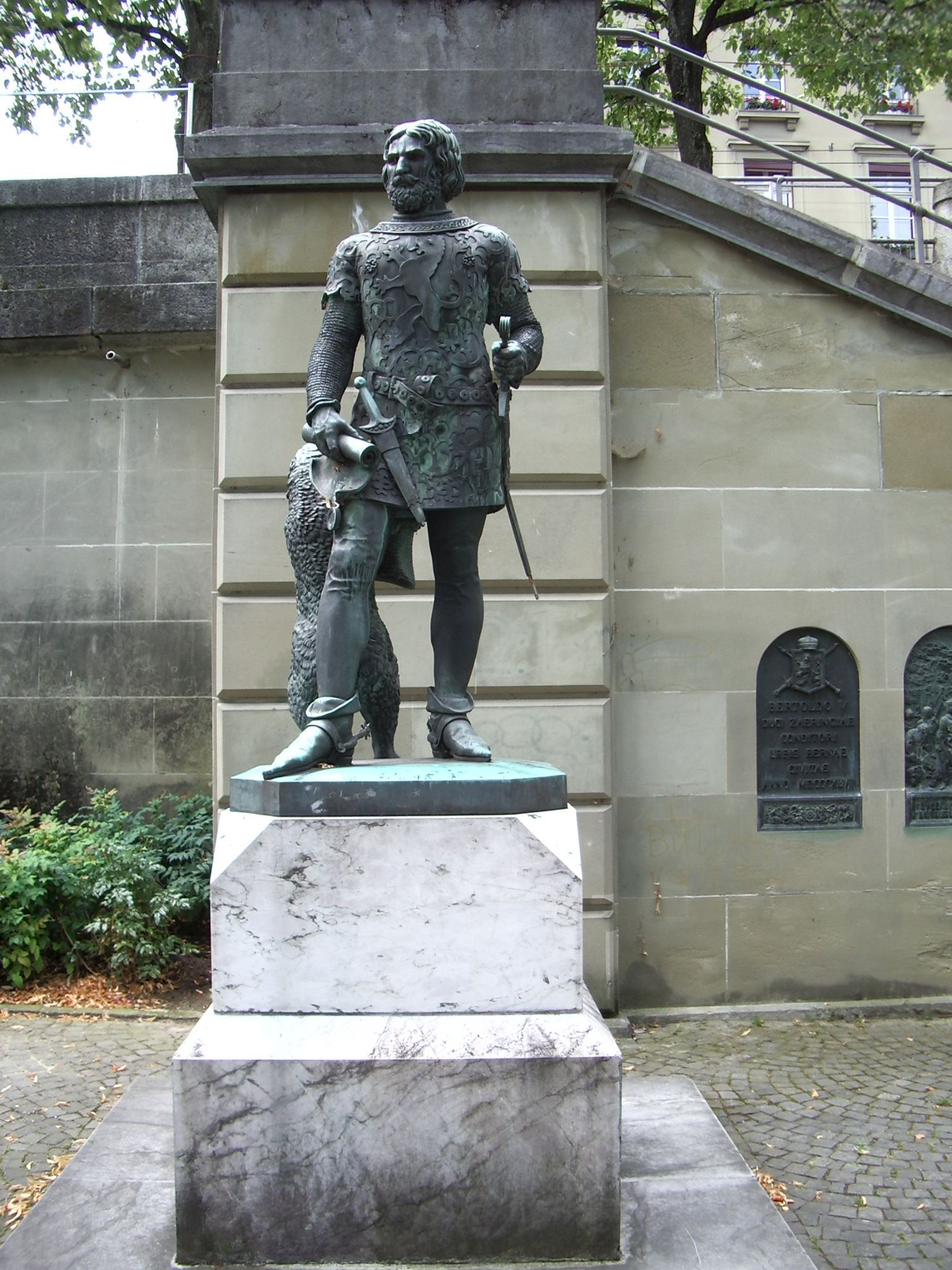
Le duc Bertold V de Zähringen, statue à Berne.

La maison de Zähringen est une dynastie de ducs du sud-ouest de l'Allemagne et de l'ouest de la Suisse du XIe au début du XIIIe siècle. 
Ils sont connus pour la fondation de plusieurs villes, telles que Fribourg en Brisgau (vers 1120), Rheinfelden (en 1130), Fribourg en Suisse (en 1157) et Berne (en 1191). Le dernier descendant de la branche aînée, portant le nom des Zähringen, mourut en 1218. Une branche cadette régna jusqu'en 1918 sur le pays de Bade (la maison de Bade).
La famille des Zähringen fait partie des grandes familles qui ont façonné le destin de la Suisse au Moyen Âge avec les Guelfes, Habsbourg et les Savoie notamment.

## Histoire
Sur la base d'accumulations de noms, on suppose que les Zähringen sont sortis des Alaholfingiens, famille de la noblesse souabe à l'époque des Carolingiens, possessionnée principalement sur le cours supérieur du Neckar et du Danube. Son premier ancêtre, le comte Berthold, était cofondateur de l'abbaye de Reichenau en 724. Les comtes agissent comme représentants délégués des rois des Romains en Bavière, en Franconie et en Italie, où ils sont margraves du Frioul et comtes de Vérone. Erchanger de Souabe, issue des Alaholfingiens, est comte palatin du Nordgau. Sa fille Richarde de Souabe devient l'épouse de l'empereur carolingien Charles le Gros. Avec le duc Erchanger Ier de Souabe, exécuté en 917, cette famille s'éteignit.

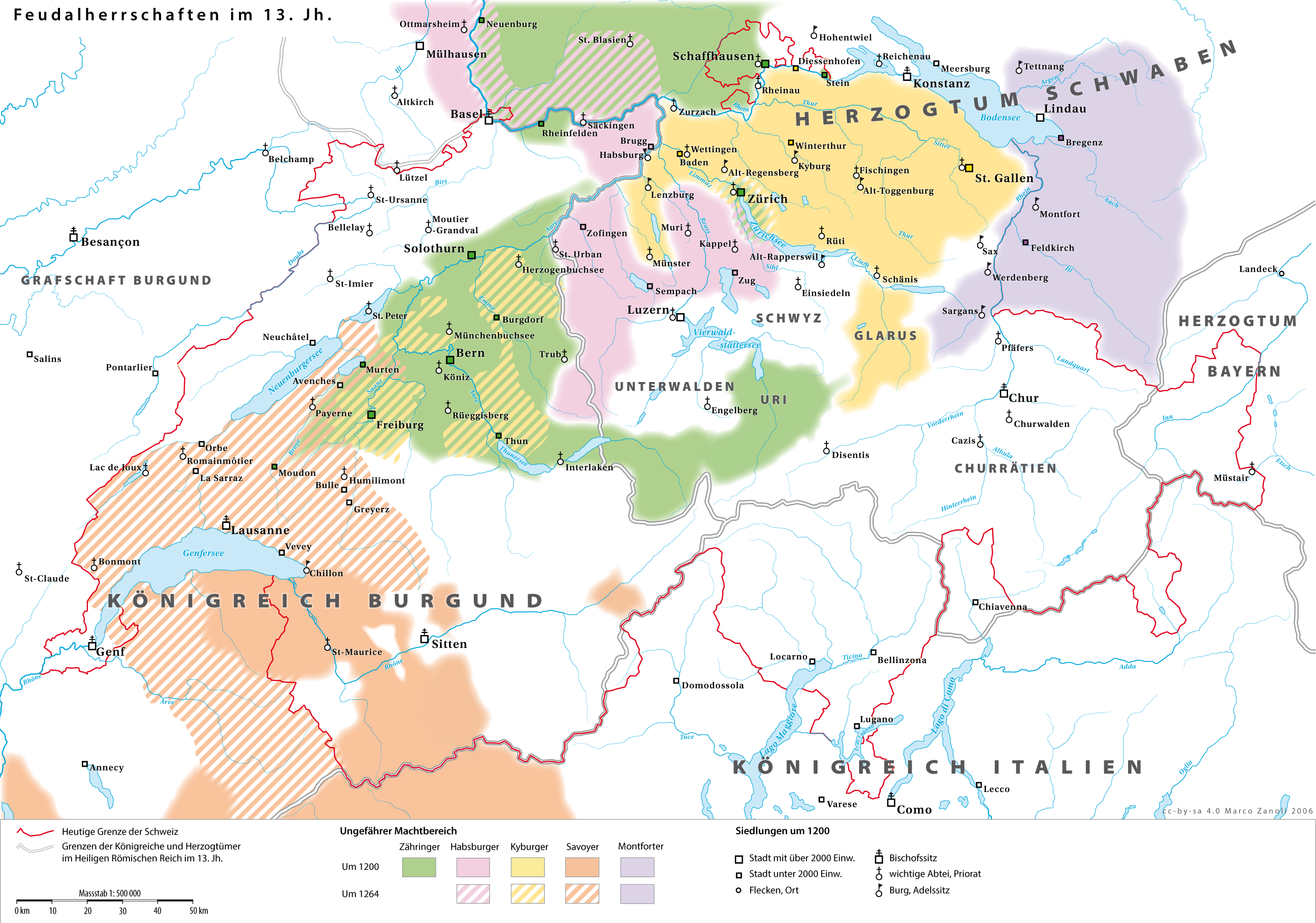
Possession de la Maison de Zähringen en Suisse (en vert) vers 1200. Mauve : territoires du royaume de Bourgogne reçu par la maison de Savoie. Violet clair : territoires des Habsbourg. Jaune : maison de Kybourg. Violet foncé : comté de Montfort.

Cette origine familiale des Zähringen n'est pas assurée, leur nom a été donné d'après le château de Zähringen, près de Fribourg-en-Brisgau. Le plus ancien ancêtre qu'on puisse lui attribuer est un nommé Bezelin de Villingen, qui fut comte de Thurgovie en 991. En 999, il obtient de l'empereur Otton III, avec l'appui du duc de Souabe, délégation de l'autorité impériale (jus, fas et potestatem) dans le comté de Villingen. D'autres titres furent acquis par lui-même ou son fils Berthold Ier, qui devint dès 1061 comte du Brisgau, du Thurgau et de l'Ortenau et qui avait sa résidence principale au château de Lintburg (Limbourg) près de Weilheim an der Teck. Cette même année, Berthold Ier obtint le titre de duc de Carinthie comme dédommagement pour le duché de Souabe, qui lui avait été promis initialement. La Carinthie ne resta qu'un titre, car il ne put jamais s'y imposer. Parce qu'il prit parti, pendant la querelle des Investitures, pour l'antiroi Rodolphe de Rheinfelden, Berthold Ier fut déchu de tous ses titres par l'empereur Henri IV en 1077 ; il mourut peu après. 
Son fils cadet Berthold II lui succéda et reconquit une grande partie du territoire perdu. Il s'appelait désormais comte de Zähringen ou à partir de 1097 duc de Zähringen, qui lui fut accordé en remplacement du titre ducal souabe restant aux Hohenstaufen. Le duché de Zähringen se composait de la propriété familiale (l'alleu) et de divers fiefs impériaux. L'extraction de l'argent dans la Forêt-Noire en a constitué une base financière. En 1091, il entreprit la construction du château de Fribourg-en-Brisgau, car son emplacement semblait plus avantageux que le château de Zähringen d'un point de vue stratégique militaire et commercial. Fribourg en deviendra désormais le quartier général. Le mariage de Berthold II avec Agnès de Rheinfelden, fille de Rodolphe, lui rapporta en 1090 de grandes possessions en Bourgogne impériale (dans la partie ouest de la Suisse actuelle) en héritage. En 1092, l'opposition antisalique l'élut antiduc de Souabe face à Frédéric Ier de Souabe. L'autre fils de Berthold Ier, Hermann, forma quant à lui la ligne cadette qui devint la maison de Bade par la suite. Cependant, ce nouveau duché territorial n'était pas considéré par les contemporains comme comparable aux duchés tribaux traditionnels. Dès lors, les Zähringen luttant pour un duché aussi égalitaire ont façonné leur politique, mais les luttes de pouvoir entre les Hohenstaufen et les Guelfes ont mis une limite à leur expansion. 
À la suite de l'assassinat du comte Guillaume III de Bourgogne en 1127, les Zähringen reçoivent le rectorat de Bourgogne, nominalement la fonction de député royal dans le royaume de Bourgogne. Jusqu'au bout, ils tentèrent à la fois d'étendre leur duché de Zähringen en un duché territorial et de faire apparaître le rectorat sur la Bourgogne comme un véritable duché. Avec le rectorat les Zähringen obtiennent l'avouerie de l'abbaye de Payerne. Peu après, les Zähringen installent une branche de la maison de Belp à Montagny. 
En 1152, la ligne aînée se subdivisa encore en deux branches : l'une qui garda le nom de Zähringen, l'autre qui forma la branche des comtes de Teck.
La première s'éteignit en 1218 avec Berthold V de Zähringen, la deuxième en 1439. Après leur extinction, le titre de duc revient à la maison de Wurtemberg en 1495. Dès lors, seule la ligne cadette (Bade) continua à exister. Les ducs de Zähringen ont possédé selon les époques les comtés de Zähringen, Rheinfelden, Brisgau (formant le sud du Bade-Wurtemberg), le rectorat du royaume de Bourgogne-Provence ou d'Arles, la Thurgovie, le canton de Zurich, le canton de Soleure, le canton de Berne, Genève et le Valais mais à cette époque les conquêtes et reconquêtes étaient fréquentes.
Alors que les possessions du nord autour du château de Hohenbaden restent à la lignée cadette (la maison de Bade), celles du sud vont à la sœur de Berthold V, Agnès (1160/70-1236/39), l'épouse d'Egon IV d'Urach ; le comte Conrad Ier de Fribourg, fils d'Egon V d'Urach, a fondé la lignée des comtes de Fribourg à laquelle l'héritage des Zähringen dans le Brisgau est échu. Son frère cadet Henri Ier de Fürstenberg a repris l'héritage des Zähringen dans la vallée de la Kinzig, dans la Forêt-Noire et sur le plateau de Baar, et s'est nommé d'après le château de Fürstenberg près de Hüfingen (détruit en 1632) fondant ainsi la maison de Fürstenberg. Anne de Zähringen, sœur d'Agnès, épouse Ulrich III de Kybourg et obtient Fribourg en Suisse ; cette zone tombe après l'extinction des Kybourg en 1263 à la ligne latérale des Habsbourg des comtes de Kybourg-Berthoud. L'empereur Frédéric II a confisqué certains fiefs impériaux à la famille Zähringen. Dans la Suisse d'alors, les évêques et les villes émergentes assument largement le pouvoir. La charge de recteur de Bourgogne n'est cependant pas réaffectée et le royaume de Bourgogne se dissout peu à peu.

## Ducs de Zähringen
- Berthold Ier (environ 1000–1078), duc de Carinthie, margrave de Vérone. Il ne s'appelait pas d'après le château de Zähringen, mais surtout son château de Lintburg.
- Berthold II de Zähringen (vers 1050/70 - 12 avril 1111), duc de Souabe et de Carinthie dès 1092, duc de Zähringen à partir de 1100, fils cadet de Berthold Ier[4] et de Richwara de Souabe, il est le petit-fils de Berchtillon d'Ortenau et de Brisgau, comte d'Ortenau, comte de Brisgau et ancêtre des ducs de Bade. Il bâtit la ville de Fribourg-en-Brisgau et le monastère de Saint-Pierre où il sera inhumé[5].
- Berthold III de Zähringen (? - Molsheim 19 février 1122), duc de Zähringen à partir de 1111. En 1120 il déclare « ville libre » Fribourg-en-Brisgau.
- Conrad Ier de Zähringen (1090/95 - Constance 8 janvier 1152), duc de Zähringen après le décès de son frère Berthold III.
- Berthold IV de Zähringen (vers 1125 - 8 septembre 1186), duc de Zähringen et comte de Boulogne. Il fonde la ville de Fribourg, en Suisse, en 1157[5].
- Berthold V de Zähringen (1160 - 18 février 1218), dernier duc de Zähringen. Il avait fait sa résidence au château de Berthoud mais il en était chassé en 1212 pour se retirer à Fribourg-en-Brisgau[5].

## Villes fondées par les Zähringen
Selon zaehringerstaedte.eu
- Berne
- Bräunlingen
- Burgdorf
- Fribourg en Brisgau
- Fribourg
- Morat
- Neuenburg am Rhein
- Rheinfelden
- St. Peter
- Thoune
- Villingen-Schwenningen
- Weilheim an der Teck